# Journalistutbildning
Journalistutbildning syftar till att utbilda journalister. Utbildningarna varierar i olika länder, även är det olika om det krävs/förväntas en formell utbildning för att verka som journalist eller ej.